# 毛道乡
毛道乡是中华人民共和国海南省五指山市下辖的一个乡。

## 行政区划
毛道乡下辖以下村级行政区划单位：
毛道村、毛枝村、毛卓村和红运村。